# Fort Frank

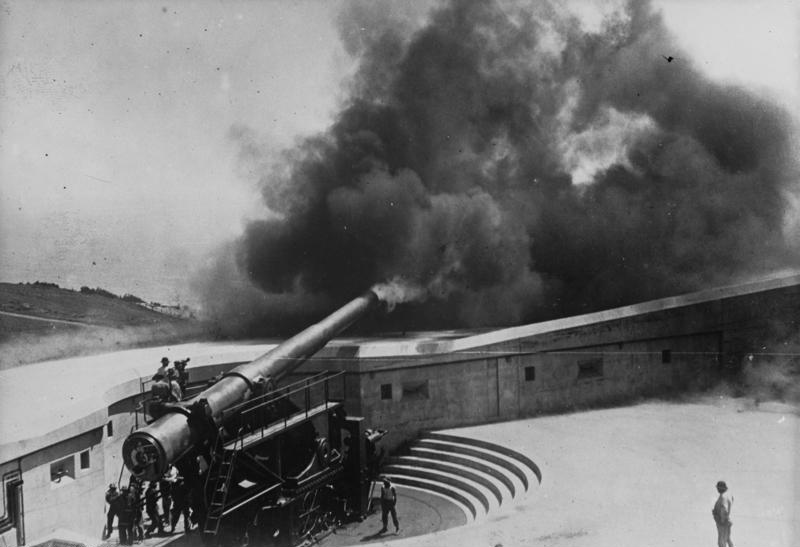
Un canon M1910 de 14 pouces (356 mm) tire à Fort MacArthur, San Pedro, Californie

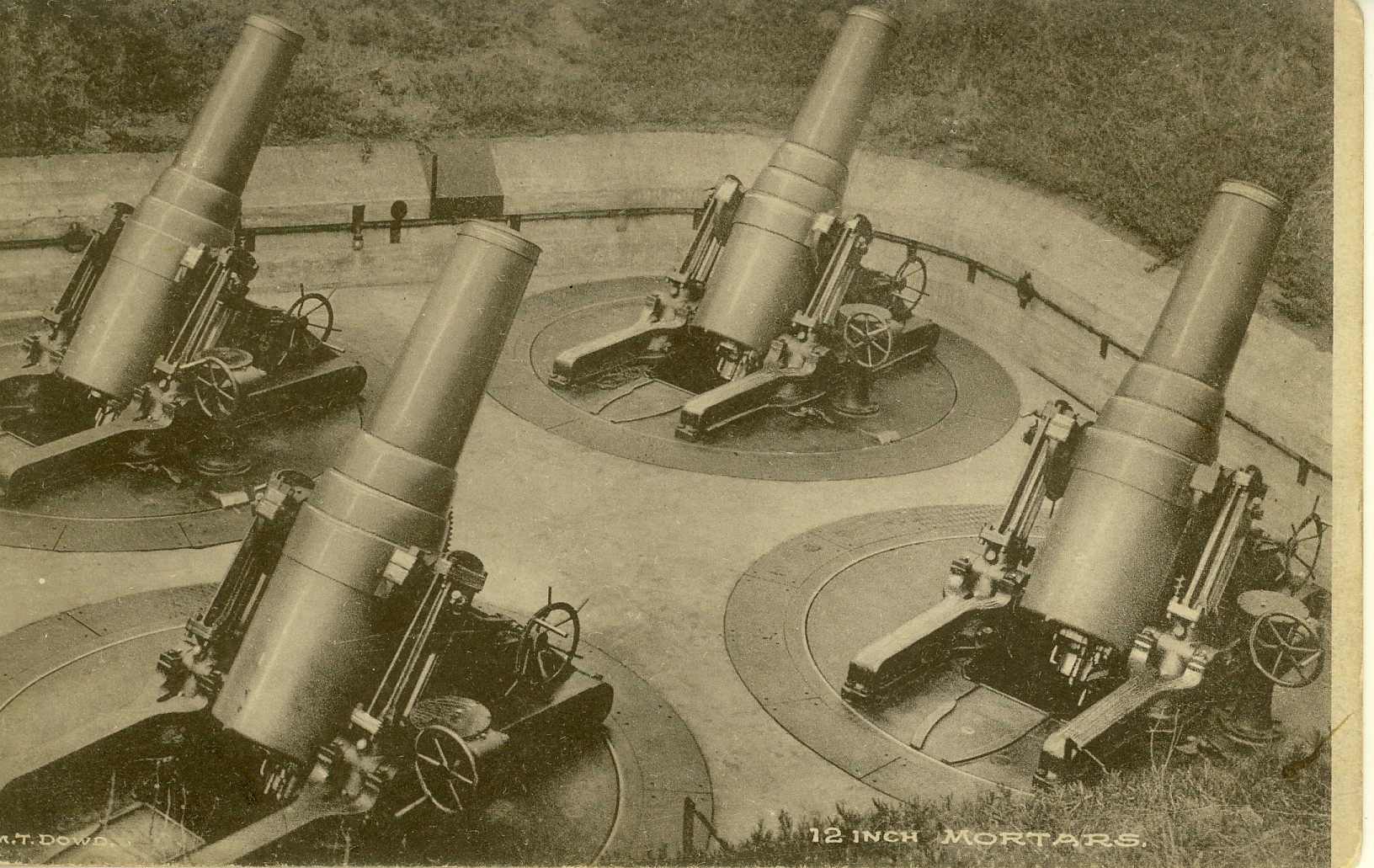
Mortiers de 12 pouces (305 mm), similaires à ceux de la batterie Koehler.

Fort Frank (île de Carabao, Philippines) était l’un des forts de défense établis par les États-Unis à l’entrée de la baie de Manille. L’île entière a été désignée comme Fort Frank, en l’honneur du brigadier général Royal T. Frank, dans le cadre des défenses portuaires de Manille et de la baie de Subic construites par le département philippin de l’armée américaine au début des années 1900,,.

## Géographie
L’île de Carabao est située près de l’extrémité sud de l’entrée de la baie de Manille, à environ 0,80 km au large de la côte de Maragondon dans la province de Cavite. L’île longue et étroite est entourée de falaises abruptes de plus de 30 m. L’ensemble de l’île et du fort a une superficie de 44,5 acres (18,0 ha) avec la plus haute altitude à 56 m.

## Histoire

### Construction
L’établissement des îles de la baie de Manille en tant que réserves militaires a été demandé par l’armée américaine et promulgué par décret du président Theodore Roosevelt le 11 avril 1902.
Toutes les batteries du fort, sauf deux, ont été achevées en 1913. Il s’agissait notamment des batteries Greer et Crofton, chacune équipée d’un canon de 14 pouces M1910 (356 mm) sur un affût escamotable. La batterie Koehler disposait de huit mortiers de 12 pouces (305 mm) et la batterie Hoyle de deux canons de 3 pouces (76 mm) sur piédestal. Vers 1940, la batterie Hoyle a été désarmée (un canon a été utilisé pour défendre la « poupe » de Fort Drum), et la batterie Frank (ou Frank North) a été ajoutée, avec quatre montages Panama pour des canons mobiles de 155 mm. En 1941, la batterie antiaérienne Ermita a été ajoutée, avec quatre canons antiaériens de 3 pouces (76 mm) sur des supports mobiles. Trois canons de campagne de 75 mm (peut-être le canon de 75 mm Mod 1917 également utilisé par un régiment de scouts philippins) pour la défense des plages se trouvaient également sur l’île,,.
La batterie Greer a été nommée en l’honneur du colonel John E. Greer, un officier de l’Ordnance Corps. La batterie Crofton a été nommée en l’honneur du capitaine William Crofton, un officier d’infanterie. La batterie Koehler a été nommée en l’honneur du 1er lieutenant Edgar F. Koehler, tué lors de la guerre américano-philippine. La batterie Hoyle a été nommée en l’honneur du brigadier général Eli D. Hoyle, un vétéran de la guerre hispano-américaine qui était administrateur pendant la Première Guerre mondiale.
La batterie Ermita a probablement été nommée d’après le quartier de Manille. La batterie Frank North a peut-être été nommée en l’honneur du major Frank North, commandant des Pawnee Scouts.

### Seconde Guerre mondiale
La conception du fort comprenait peu de protection contre les attaques aériennes et d’artillerie à angle élevé, à l’exception du camouflage. De plus, la plupart de ses munitions lourdes étaient des munitions perforantes, destinées à être utilisées contre les cuirassés, plutôt que des munitions hautement explosives qui seraient plus utiles contre les troupes et l’artillerie ennemies.
Fort Frank a été fortement engagé contre l’invasion japonaise des Philippines. Le 31 janvier 1942, la batterie de mortiers du fort bombarda les positions continentales dans les collines du Pico de Loro où les Japonais plaçaient de l’artillerie. Les canons de 75 mm étaient également capables d’engager des cibles continentales. Les Japonais commencèrent à bombarder Fort Drum et Fort Frank le 6 février 1942. Fort Frank était vulnérable d’une autre manière : son approvisionnement normal en eau provenait du réservoir d’un barrage sur le continent tenu par les Japonais. Le 16 février, les Japonais l’ont découvert et ont enlevé une partie du pipeline près du barrage. Bien que le fort disposât également d’une usine de distillation pour fournir de l’eau douce, celle-ci consommait du carburant qui était également nécessaire pour les générateurs électriques qui alimentaient les treuils à munitions des batteries de canons. Le commandant du fort ordonna le démarrage de l’usine de distillation, mais ordonna également à une équipe de 15 hommes de tenter de restaurer le pipeline le 19. Ils ont réussi à engager une patrouille japonaise mais n’ont pas pu atteindre le pipeline. Finalement, une autre partie a réparé le pipeline le 9 mars. Le 20 mars 1942, trente-quatre soldats furent tués par l’artillerie japonaise lorsqu’un obus ricocha dans un tunnel de la batterie Crofton.
Fort Frank s’est rendu, avec toutes les autres forces américaines aux Philippines, le 6 mai 1942, après que des procédures de destruction aient été exécutées sur ses canons pour empêcher leur utilisation par l’ennemi.
Au cours de leur occupation, les Japonais auraient été en mesure de réparer le canon de 14 pouces (356 mm) de la batterie Crofton et d’ajouter trois canons de 100 mm. En avril 1945, lors de la libération des Philippines, Fort Frank a été lourdement bombardé avec des bombes de 1000 livres (450 kg) et du napalm (entre autres munitions) en préparation de sa reprise. Le 16 avril 1945, le 1er bataillon du 151e régiment d-infanterie et la compagnie C du 113e bataillon du génie débarquent à Fort Frank et constatent que les Japonais ont réussi à évacuer l’île.